# Iso (zoologia)
Iso (Jordan e Starks, 1901) è un genere di pesci ossei marini appartenenti all'ordine Atheriniformes. È l'unico genere appartenente alla famiglia Isonidae.

## Distribuzione e habitat
Il genere è endemico dell'Indo-Pacifico sia nelle fasce tropicali che subtropicali. Sono pesci strettamente costieri tipici delle pozze di marea e delle zone di risacca dove vivono nella fascia dei frangenti in acqua perennemente mossa. Alcune specie sono state trovate in acqua salmastra.

## Descrizione
Simili esternamente agli Atherinidae  ma più panciuti.
Sono pesci di taglia molto piccola, non superiore a pochi centimetri.

## Tassonomia
Il genere comprende 5 specie:
- Iso flosmaris
- Iso hawaiiensis
- Iso natalensis
- Iso nesiotes
- Iso rhothophilus